# マイク・パウエル

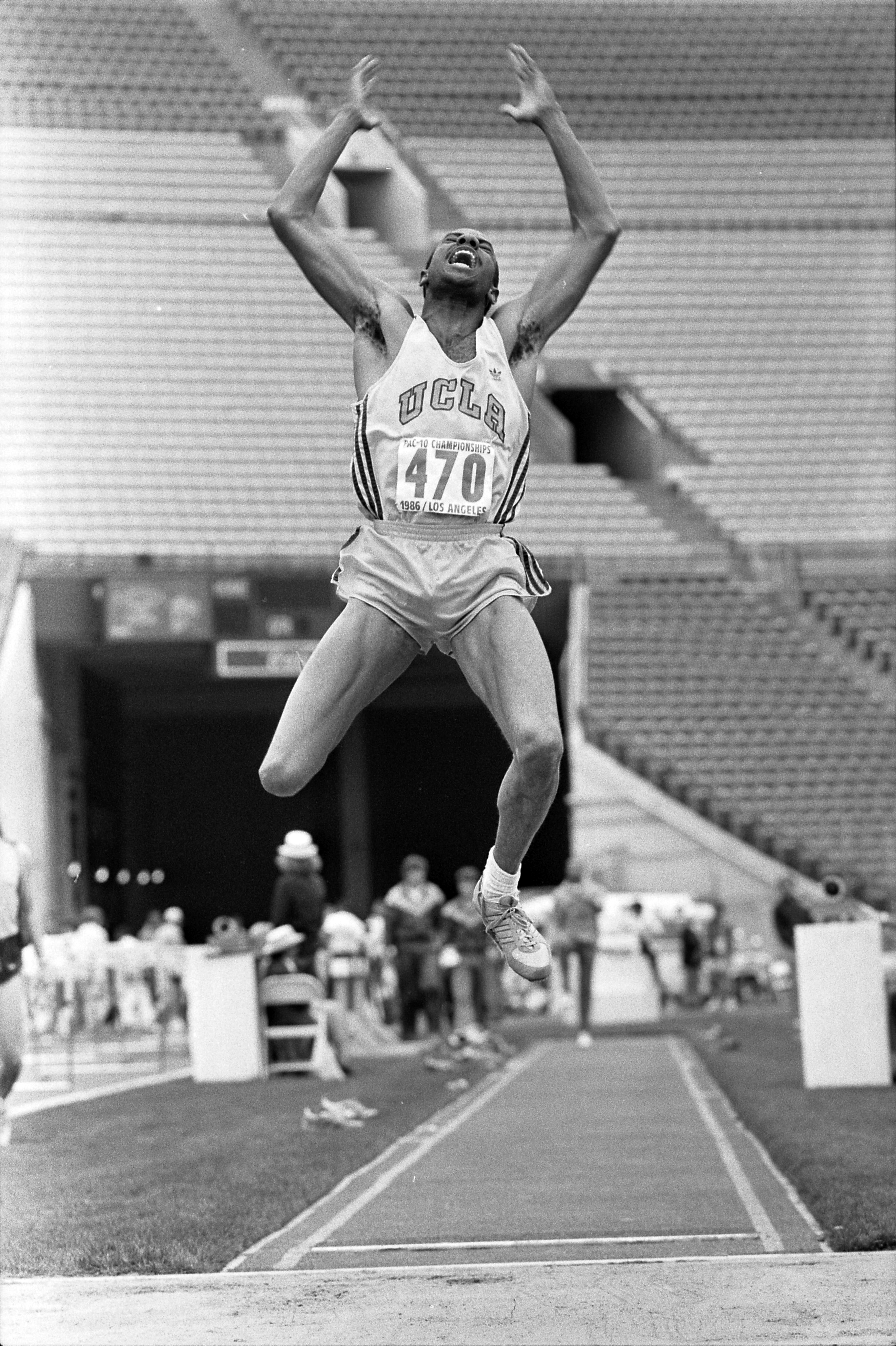
競技中のパウエル（1986年）

マイク・パウエル（Michael Anthony "Mike" Powell, 1963年11月10日 - ）は、アメリカ合衆国ペンシルベニア州フィラデルフィア出身の元陸上競技選手。男子走幅跳の世界記録保持者である。
ランディ・ハンティントンがコーチをしていた。40歳の時、現役復帰して2004年アテネオリンピック出場を目指したが叶わなかった。現在はコーチを務めている。

## 世界新記録樹立
パウエルは、1991年の世界陸上東京大会で、1968年メキシコシティーオリンピックでボブ・ビーモン（アメリカ）が作った8m90の記録を23年ぶりに更新した。パウエルはこの種目で65連勝中だったカール・ルイスを破って優勝した。この際、ルイスは4回目の跳躍で追い風2.9mで、参考記録ながら世界記録を越える8m91を跳んだが、パウエルが次巡の5回目の跳躍で追い風0.3mの中、世界記録となる8m95を跳んだ。これによりパウエルはルイスに打ち勝ち、金メダルを獲得。同年、ジェームスサリバン賞を受賞した。
また、パウエルは1992年7月21日にイタリア・セストリエーレの大会で風速+4.4mの中で8m99を跳んだ。この記録は追い風参考記録となったが、追い風参考記録としては世界最高記録である。
パウエルの樹立した8m95は現在でも世界記録である。

## 主な記録（走幅跳）
| 年   | 大会                     | 場所                         | 結果 | 記録 |
| ---- | ------------------------ | ---------------------------- | ---- | ---- |
| 1988 | オリンピック             | ソウル（大韓民国）           | 2位  | 8m49 |
| 1991 | 世界陸上競技選手権大会   | 東京（日本）                 | 1位  | 8m95 |
| 1992 | オリンピック             | バルセロナ（スペイン）       | 2位  | 8m64 |
| 1993 | 世界陸上競技選手権大会   | シュトゥットガルト（ドイツ） | 1位  | 8m59 |
| 1993 | IAAFグランプリファイナル | ロンドン（イギリス）         | 1位  | 8m54 |
| 1995 | 世界陸上競技選手権大会   | イェーテボリ（スウェーデン） | 3位  | 8m29 |
| 1996 | オリンピック             | アトランタ（アメリカ合衆国） | 5位  | 8m17 |